# Deportivo Wanka
Deportivo Wanka ist ein peruanischer Fußballverein aus der Stadt Huancayo in den peruanischen Anden. Der Verein wurde 1996 gegründet und ist nach dem indigenen Volk der Wankas benannt, die früher die Gegend bewohnt haben. Deportivo Wanka ist mit Deportivo Pesquero aus Chimbote fusioniert, aber seine Heimatstadt ist Huancayo. Ihre Heimspiele tragen sie im Estadio Huancayo aus. Das letzte Mal spielte das Team im Jahr 2004 in der ersten Liga des Landes. Nachdem der Verein im selben Jahr gegen seinen Abstieg protestiert hatte, wurde er von der Teilnahme an sämtlichen nationalen und internationalen Vereinswettbewerben ausgeschlossen.

## Geschichte
Deportivo Wanka ist eine Fusion aus zwei Vereinen, Club Ovacion Miraflores wurde 1969 in Chimbote gegründet, später nannte sich der Verein um in Ovacion SIPESA. Sie spielten in der regionalen ersten Liga und wurden von der Fischereigewerkschaft SIPESA gesponsert. Im Jahr 1992 gelang ihnen der Aufstieg in die erste peruanische Liga, im Jahr 1993 nahmen sie an der Copa CONMEBOL teil. Im Jahr 1996 zog der Sponsor sein Engagement bei Ovacion zurück und der Club nannte sich Deportivo Pesquero. Im Jahr 2000 fusionierten Deportivo Pesquero und Deportivo Wanka, letzterer Name wurde der neue Vereinsname.
2004 geriet der Verein in Kontroversen, als sie nach Cerro de Pasco umzogen, der höchstgelegenen Stadt der Welt und dem höchsten Austragungsort eines professionellen Fußballclubs mit einer Lage von 4.380 m über dem Meeresspiegel, eine Höhe, in der man an Höhenkrankheit erkranken konnte. Gegner kritisierten diesen Schritt mit der Begründung, dass der Verein den Abstieg so vermeiden wolle, weil viele Gastmannschaften mit den schwierigen Wetterbedingungen einschließlich Hagel und Temperaturen nahe dem Gefrierpunkt, vor allem aber aufgrund der Höhenlage ein Problem mit den dortig herrschenden mangelnden Sauerstoff bekommen könnten. Auch mit diesem Schritt konnte Deportivo Wanka den Abstieg jedoch nicht verhindern.

## Ehemalige Spieler
- Jahir Butrón
- Carlos Flores Ascencio
- Miguel Miranda
- Claudio Pizarro
- Hugo Soares